# Beta Andromedae
Beta Andromedae (β And ou β Andromedae) é uma estrela da constelação de Andrômeda. O seu nome tradicional é Mirach.
Mirach é uma gigante vermelha de classe espectral M0. Situa-se a aproximadamente 200 anos-luz da Terra e tem uma magnitude aparente média de 2,05. É uma estrela do tipo variável semirregular brilhando com magnitude variando de Vmax = 2.01m, Vmin = 2.10 m .
A galáxia NGC 404 possui uma relação com Mirach. NGC 404 é mais conhecida como "o Fantasma de Mirach", pois a estrela brilhante tende a esconde-la por causa do tipo de padrão de difração do seu brilho quando observada pela maioria dos telescópios.
Mirach ou ADS 949 A participa de um sistema de estrelas binária óptica, com :
| Nome                    | Ascensão reta   | Declinação      |
| ----------------------- | --------------- | --------------- |
| BD+34 198B ou ADS 949 B |                 |                 |
| BD+34 198C ou ADS 949 C | 01h 09m 35.310s | +35° 37′ 24.55″ |
| BD+34 198D ou ADS 949 D | 01h 09m 46.909s | +35° 36′ 15.87″ |